# 杉原杏璃
杉原杏璃（1982年6月12日—），日本女藝人，隸屬於FITONE藝能公司，前ANIMAX及Stardust Promotion公司的旗下藝人，現今所屬經紀公司為FIT。

## 簡歷
杉原杏璃畢業於廣島縣立福山葦陽高等學校。
高中畢業後，她認為自己「個子不高，希望能活用嗓子響亮的特點」，遂決定上京當寫真偶像。
2012年，杉原杏璃就任廣島縣觀光委員會秘書。
2015年，她發表原創自傳式小説《…and LOVE》，小說於2017年將拍攝成電影，並由其本人主演。
2018年10月，杉原杏璃宣布與音樂公司社長結婚。
2021年4月3日，在自己的部落格透露已經離婚。
2022年12月，她宣布將於2023年1月推出睽違六年半的新寫真集。

## 人物
- 她是名左撇子。
- 她喜愛泰國；擅長跳巴西戰舞[9]。
- 因她有胃下垂，故怎樣吃也不肥[10]。
- 她投資物業有道，在2015年獲封為「理財達人（財テクタレント）」及「投資偶像（株ドル：投資アイドル）」[11][12]。

## 演出作品

### 電視連續劇
- 《幸福的尾巴》客串演出第一、二集（2002年4月，東京放送）
- 《夏日之戀〜Summer Time〜》客串演出第二話（2002年7月，日本放送協會）
- 《日本的可怕晚上〜蜘蛛女》（2003年9月，TBS）
- 《闇之死置人〜消除你的怨念〜》（2007年1月，日本電視台）
- 《模範秘書》客串演出第二話（2008年4月18日，東京電視台）
- 特攝第28話 （2008年10月11日、東京電視台）
- 《請勿拍攝，偶像內幕》（2012年1月 - 3月，東京電視台）
- 《鐵子育成法》第9話（2014年6月2日，名古屋電視台）

### 電影
- 《去往墳墓吧》（2010年8月，吉本興業） 飾演：露木寬子
- 《…and LOVE》（2017年3月18日）  飾演：杉原杏

### V劇場
- 真人版《まいっちんぐマチコ先生》東大應試大作戰！！（2006年）
- 真田女忍者忍法傳 Kasumi 愛情與背叛的羈絆（2006年）
- 改造巨大Heroine YURIA鼓動（2006年）
- 改造巨大Heroine YURIA波動（2006年）
- Gravure Heroine USA VANPIRE 忍者 DARKFEATHER（2006年）
- Gravure Heroine USA VANPIRE 忍者 BLOOD FANG（2007年）

### 舞台劇
- 《Kiss me you 〜努力吧流浪者們～》（2002年9月）
- 《喜劇劇場 劇團花蛋糕》（2007年4月）

### 形象影片
- 《Vanilla》（2003年12月15日，出版社：Bauhaus，攝影師：塚田和德）ISBN 978-4894619609
- 《QUEEN》（2006年3月22日，發行：Air Control）
- 《Anri My Love》（2006年5月31日，出版社：Aqua House，攝影師：齊木弘吉）ISBN 978-4860461058
- 《Anri My Love》（2006年7月28日，發行：Air House）
- 《杏璃色》（2007年1月1日，發行：Vega Factory）
- 《杏璃Collection》（2008年2月25日，發行：CLM/BM-3）
- 《杉原杏璃life》（2008年6月）
- 《杏蜜～An-mitsu～》（2008年9月）
- 《杏Sweet》（2008年12月）
- 《透覗 See Through Mode》（2009年6月）
- 《杏乳-an-nyu》（2010年4月23日）
- 《みすど mis*dol》（2011年4月）
- 3D&2D 杉原杏璃 アプリコットLOVE（2011年7月29日、竹書房）
- 《杉原杏璃-杏蜜》（2011年9月）
- ボクのアンリ（2011年10月20日、ラインコミュニケーションズ）
- 秘書アンリ（2012年1月28日、ワニブックス）
- じーっと見つめて…（2012年4月20日、イーネット・フロンティア）
- がたり（2012年7月20日、ラインコミュニケーションズ）
- 杏璃〜夏もの22.アンリの日記（2012年10月26日、竹書房）
- 夢の世界へ（2013年1月24日、イーネット・フロンティア）
- 亜細亜の戀/杉原杏璃 (2013年4月20日、ラインコミュニケーションズ)
- 杉原杏璃 フェアリーテール (2013年7月26日、竹書房)
- 理想的な彼女 (2013年10月25日、ワニブックス オンラインストア)
- なまアンリ、ゆめアンリ (2014年1月20日、ラインコミュニケーションズ)
- あん・あん・あん　(2014年4月24日、イーネット・フロンティア)
- 白珠杏蜜　(2014年7月20日、アイドルワン)
- アンリ先生　(2014年10月31日、スパイスビジュアル)
- 杏Resort　(2015年1月25日、ワニブックス オンラインストア)
- となりのアンリ（2015年4月20日、ラインコミュニケーションズ）
- MADE IN ANRI（2015年7月23日、イーネット・フロンティア）
- 東京アンリ（2015年10月20日、ラインコミュニケーションズ）
- ANRI（2016年8月20日、ワニブックス）
- Last Kiss～杉原杏璃ファイナルイメージ（2017年6月20日、ラインコミュニケーションズ）

## 寫真集
- Vanilla（2003年12月15日、バウハウス、撮影：塚田和徳）ISBN 978-4894619609
- Anri My Love（2006年5月31日、アクアハウス、撮影：斉木弘吉）ISBN 978-4860461058
- unjour（2010年2月25日、彩文館出版、撮影：加納典譲）ISBN 978-4-7756-0465-6
- AN-mirage（sabraDVDムック）（2010年9月22日、小学館、撮影：西條彰仁）ISBN 978-4-09-103088-7
- AnRibbon（2011年12月21日、ワニブックス、撮影：上野勇、資人導）ISBN 978-4847044199
- 30 vole de kyaa（2012年12月7日、講談社）ISBN 978-4062181006
- こんな杏璃見たことない!（2013年9月27日、ワニブックス）ISBN 978-4847045783
- 杉原杏璃 as32（学研ムック）（2014年8月29日、学研マーケティング、編集：BOMB編集部）ISBN 978-4056106084
- Colorless（2014年12月20日、ワニブックス、撮影：木村晴）ISBN 978-4847047015
- ANRI（2016年6月12日、ワニブックス、撮影：西條彰仁）ISBN 978-4847048449
- それから、（2023年1月27日、ワニブックス、撮影：西條彰仁）ISBN 978-4847084706

## 外部連結
- 杉原杏璃個人檔案
- 杉原杏璃個人部落格 （页面存档备份，存于）
- 杉原杏璃的Instagram帳戶
- 杉原杏璃的X（前Twitter）
- 杉原杏璃的新浪微博